# Briješće (Eszék)
Briješće (1997-ig Brešće) falu Horvátországban, Eszék-Baranya megyében. Közigazgatásilag Eszékhez tartozik.

## Fekvése
Eszék központjától 5 km-re délnyugatra, a Szlavóniai-síkság szélén, az Eszéket Diakovárral összekötő út és vasút mentén fekszik. Településrészei Duga Bara, Livana, Livana-Pustara és Podrumina.

## Története
A település a 19. század második felében Rétfalu déli, Brešće nevű határrészén keletkezett. 1880-ban 74, 1910-ben 83 lakosa volt. Verőce vármegye Eszéki járásához tartozott. Az 1910-es népszámlálás adatai szerint lakosságának 57%-a szerb, 27%-a horvát, 8%-a magyar, 7%-a német anyanyelvű volt. A település az első világháború után az új szerb-horvát-szlovén állam, majd később (1929-ben) Jugoszlávia része lett. Az első világháború után a jobb élet reményében Montenegróból, Vajdaságból, Likából, Isztriából és más régiókból újabb telepesek érkeztek. Az 1991-es népszámlálás adatai szerint lakosságának 47%-a szerb, 40%-a horvát, 4%-a jugoszláv nemzetiségű volt. A településnek 2011-ben 1318 lakosa volt. A katolikusok a csepini plébániához tartoztak.

## Lakossága
| Lakosság változása | Lakosság változása | Lakosság változása | Lakosság változása | Lakosság változása | Lakosság változása | Lakosság változása | Lakosság változása | Lakosság változása | Lakosság változása | Lakosság változása | Lakosság változása | Lakosság változása | Lakosság változása | Lakosság változása | Lakosság változása |
| ------------------ | ------------------ | ------------------ | ------------------ | ------------------ | ------------------ | ------------------ | ------------------ | ------------------ | ------------------ | ------------------ | ------------------ | ------------------ | ------------------ | ------------------ | ------------------ |
| 1857               | 1869               | 1880               | 1890               | 1900               | 1910               | 1921               | 1931               | 1948               | 1953               | 1961               | 1971               | 1981               | 1991               | 2001               | 2011               |
| 0                  | 0                  | 74                 | 163                | 134                | 83                 | 136                | 441                | 492                | 503                | 707                | 449                | 649                | 953                | 1.382              | 1.318              |

(1869-ben lakosságát Csepinhez számították. 1880-tól településrészként, 1931-től önálló településként.)

## Gazdaság
A település gazdaságát a megyeszékhely közelsége döntően meghatározza. A népesség legnagyobb része Eszékre jár dolgozni, kisebb részben pedig a mezőgazdaságban tevékenykedik. Földműveléssel, állattartással, építési munkákkal, kereskedelemmel és kézművességgel (autószerelés, fuvarozás, gázszerelés stb.) foglalkozik. 

## Oktatás
A településen a csepini Vladimir Nazor általános iskola négyosztályos területi iskolája működik.